# Stelviopasset
Stelviopasset eller Stilfser Joch er et bjergpas i Ortlermassivet i Nord-Italien. Det er med 2.757 meter over havet Det højeste vejpas i Italien og Alpernes andet højeste vejpas efter Col de l'Iseran i Frankrig på 2.764 m.o.h. Passet forbinder Vinschgau i Sydtyrol med Bormio i Lombardiet, og ligger i Nationalpark Stelvio. Passets italienske betegnelse er Passo dello Stelvio. Passet er vinterlukket fra november til maj.
Vejen over Stelviopasset blev bygget mellem 1820 og 1825. Lombardiet var i Wienerkongressen 1814 blevet lagt til Østrig-Ungarn, som dermed havde brug for en hurtig vejforbindelse til området.
Den lange østopkørsel fra byen Prato allo Stelvio består af 48 nummererede hårnålesving. Stigningen begynder i 915 m.o.h.
Opkørslen fra byen Bormio har 40 hårnålesving. Stigningen begynder i 1.225 m.o.h. På vejen op fra Bormio passeres Umbrailpasset i 2.502 m.o.h.

## Sproggrænse
Lige nord for Stelviopasset ligger «tresprogstoppen» (Dreisprachenspitze), hvor udbredelsesområderne til tre sprog mødes. Rætoromansk i nord, italiensk i sydvest og tysk i sydøst. Mellem 1861 (Italiens samling) og 1919 (Saint-Germain-traktaten) mødtes her også grænserne mellem de tre lande Schweiz, Italien og Østrig-Ungarn. Efter Sydtyrol kom til Italien, mødes «kun» de tre regioner Graubünden, Lombardiet og Sydtyrol.

## Andre høje pas i Italien
Det andet højeste vejpas i Italien er Col Agnel, der forbinder Italien med Frankrig. Det tredje højeste pas i Italien er Passo Gavia, der ikke krydser en landegrænse.